# Бурсач, Мария
Мария Бурсач (серб. Марија Бурсаћ; 2 августа 1920 — 23 сентября 1943) — югославская партизанка, медсестра и бомбомётчица. Первая женщина, получившая звание Народного героя Югославии.

## Биография

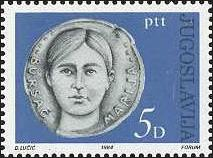
Почтовая марка СФРЮ, посвящённая М. Бурсач. 1984 г.

Родилась 2 августа 1920 в селе Каменица близ Дрвара. Была старшим ребёнком из пяти детей Николы Бурсача. Детство провела в родном селе с тремя братьями и сестрой. В школу ходила нечасто, а больше помогала семье по дому. В 1939 году окончила курсы домоводства в организации Велимира Стойнича, члена Союза коммунистов Югославии, а затем вступила в молодёжную коммунистическую организацию.
С начала войны Мария стала призывать молодёжь из своего села к вооружённой борьбе с врагом, в ходе 1941 года подала заявление о вступлении в партию в селе Коста Боснич, а в феврале 1942 года была принята туда официально. В июле 1942 года после освобождения Дрвара и создания в Каменице 1-й краинской молодёжной боевой бригады вступила в партизанские войска, заняв место комиссара 3-й роты в бригаде. В феврале 1943 года была переведена в 10-ю краинскую ударную бригаду.
В качестве врача и бомбомётчицы Бурсач участвовала в битве на Неретве, проявив большую храбрость и склонность к самопожертвованию. Близ села Голубича (недалеко от Книна) в бою получила лёгкое ранение. В середине 1943 года заразилась тифом и тяжело заболела, но вскоре выздоровела и вернулась в строй.
В сентябре 1943 года участвовала в нападении на силы немцев в селе Пркосима, которое охраняли несколько сотен солдат вермахта. Мария в качестве бомбомётчицы шла в первых рядах. В том бою 23 сентября она была смертельно ранена. Похоронили её в тот же день близ родного села, около Спасовины.
По просьбе штаба 5-го корпуса НОАЮ Верховный штаб НОАЮ указом от 15 октября 1943 посмертно присвоил Марии звание Народного героя Югославии. Мария стала первой женщиной, получившей это звание. В память о ней в 1945 году певец и поэт Бранко Чопич написал песню «Мария в Пркосах».
Брат Марии Душко занимал должность секретаря дрварского оргкома молодёжного отделения КПЮ и погиб в бою 25 мая 1944 во время высадки немцев в Дрваре.